# Ghanská říše
Ghanská říše a nebo také Říše Wagadou byla založena už kolem roku 500 n. l., svou největší slávu a také ekonomický rozmach ale zažila až v období přibližně 790–1076, v roce 1076 byla dobyta Almorávidy, a poté její existence pod nadvládou Almorávidů trvala až do roku 1235.
Nacházela se v severozápadní Africe na území dnešního Mali a také Mauretánie. Pro rozkvět Ghanské říše byl důležitý především ekonomický rozmach států v oblasti Sahelu a jihu Saharské pouště. Ghanská říše velice často obchodovala s muslimskými kmeny na Blízkém Východě, dále pak s velice hustě obydlenými částmi v severní Africe, ale také s Evropou.
Jejich hlavními vývozními artikly bylo zlato, sůl a slonovina, které vyměňovali s těmito národy za jimi vyrobené zboží. Říše především bohatla z transsaharského obchodu se zlatem a solí, kdy vlastně také měla možnost tyto stezky ovládnout.
První písemná zmínka o Ghanské říši pochází z roku 830 a jejím autorem je významný matematik a učenec Al-Chorezmí. Okolo roku 1076 byla říše dobyta již zmíněným muslimským národem Almorávidů, andaluský geograf al-Bakrí tehdy zemi procestoval a podrobně popsal ve svých spisech. Ve 13. století se země stala vazalem Malijské říše. To znamenalo faktický konec státu. Když v roce 1957 Zlatonosné pobřeží jako první subsaharská země získalo nezávislost, zvolilo si název Ghana právě na počest středověké Ghanské říše.

## Původ
Ghanská říše je považována za přímého pokračovatele kulturního komplexu Tichitt-walata, podle různých archeologických zkoumání se tvrdí, že první osídlení tohoto území se datuje již kolem 1600 př. n. l., kdy tady žil kmen Soninke, který patřil k většímu národu zvanému Mandé. Tento národ se zdá být mezi prvními, kromě tehdejších obyvatel kolem Nilu a Etiopie, kteří zde založili první kamenné obydlí na skalnatých útesech Tichitt-Walata a Tagant v oblasti dnešní Mauritánie, a vybudovali zde čtyřstupňovou hierarchii společnosti. Před rokem 300 n. l. ale začala tato společnost upadat kvůli nájezdům berberských kmenů, a tak byli obyvatelé nuceni přesunout se do oblasti zvané Awkar. V období kolem 750-800 n. l. se však dokázali sjednotit pod vedením náčelníků Majan Dyabe Cisse nebo Dinga Ciss a podařilo se jim díky reorganizaci a novým obchodním příležitostem opětovně zmocnit území. Výsledkem bylo nově vzniknuvší Ghanské císařství, které si ponechalo sociální a hospodářskou strukturu svých předků.

## Hlavní město Kumbi
Hlavní město říše se jmenovalo Kumbi (v orig. Koumbi Saleh) a bylo vystavěno na okraji Saharské pouště. Ve své době to bylo jedno z největších měst na světě a žilo v něm kolem 30 tisíc obyvatel. Bylo rozděleno na dvě části, které spojovala 9 km dlouhá cesta. Obyvatelé města žili podle dochovaných spisů na tu dobu ve velmi dobrých podmínkách. Obydlí byla vystavěna z hlíny a dřeva a bohatší obyvatelé měli domy z hlíny a kamene.
Část Zongo: Tato část fungovala jako obchodní centrum města a byla obydlena především muslimským a berberským obyvatelstvem, které sem přijíždělo kvůli obchodu. Díky tomu, že většina obyvatelstva byli muslimové, nacházelo se zde také mnoho mešit.
Část El Ghaba: Tato část města, jejíž český překlad názvu znamená „les", sloužila jako náboženské a také královské centrum říše. Nacházel se zde také posvátný les, používaný k náboženským obřadům a také houštiny, které hostily hroby králů. Bylo zde také vězení pro odsouzené k smrti.

## Ekonomika
Pro Ghanskou říši tvořily nejdůležitější příjmy výnosy z vývozu soli a zlata, které obchodníci vyměňovali především za textilní a ozdobné výrobky. Důležitým faktorem pro obchod bylo zapojení velbloudů, kteří sloužili jako dopravní prostředek přes Saharskou poušť a urychlovali tak dopravu. Hlavním centrem obchodu bylo hlavní město Kumbi, obchodníci měli povinnost zaplatit králi daň, která představovala určitou procentuální část z prodeje. Tato daň nebyla placena v penězích, ale ze samotného zboží. Tento způsob obchodu vedl v období od konce 8. století n. l. až do roku 1076 k největší ekonomické prosperitě říše.

## Úpadek
Úpadek říše začal na počátku 11. století, kdy začalo být toto území přelidněno a vše záviselo na obchodních úspěších. V roce 1062 začali Ghanskou říši obléhat Almorávidé vedeni al-Bakrim, který chtěl dobytím říše ovládnout výhodnou obchodní stezku přes Saharu. To se mu nakonec v roce 1067 podařilo a Ghanská říše se dostala pod nadvládu Almorávidů.

## Další vývoj
Kolem roku 1140 se po bojích dostal k moci anti-muslimský národ Sosso, který ovládl většinu území. Zabrali hlavní město a v roce 1180 se jim podařilo konečně plně uspět, založili dynastii Diarisso a začali také od obyvatelstva vymáhat poplatky.
Kolem roku 1230 se však lidé začali bouřit proti nadvládě Sosso a v roce 1235 v bitvě u Kiriny vzbouřenci zvítězili také s pomocí Říše Mali a stali se jeho spojencem. Mali se stávalo postupně stále mocnějším státem a Ghanská říše přestala být nezávislým státem (oficiálně roku 1240) a splynula s Říší Mali.